# Redundância (informática)
Redundância é o meio mais simples de obter um sistema de alta disponibilidade. 
A redundância de interfaces de rede, de CPUs, de servidores, de fontes de alimentação interna mantém o perfeito funcionamento do sistema mesmo em caso de falhas de componentes ou sobrecargas do sistema.

Um exemplo de redundância é no sistema de um Banco. Quando um sistema sai do ar, automaticamente usa-se a redundância para dar continuidade no processo que teria sido paralisado.